# Heptaptera
Heptaptera är ett släkte i familjen flockblommiga växter.

## Arter
Släktet omfattar åtta arter i Sydeuropa och västra Asien:
- Heptaptera alata (Boiss.) Tutin
- Heptaptera anatolica (Boiss.) Tutin
- Heptaptera angustifolia (Bertol.) Tutin
- Heptaptera anisopetala (DC.) Tutin
- Heptaptera cilicica (Boiss. & Balansa) Tutin
- Heptaptera colladonioides Margot & Reut.
- Heptaptera macedonica (Bornm.) Tutin
- Heptaptera triquetra (Vent.) Tutin